# Rapidshare
Rapidshare (Eigenschreibweise: RapidShare) war ein Anbieter von Online-Diensten mit Sitz im schweizerischen Baar, der sich auf die Speicherung, die Verwaltung und den einfachen Austausch von insbesondere grösseren Dateien spezialisiert hatte (sogenannter Sharehoster). Er finanzierte sich durch kostenpflichtige Premium-Zugänge. Nach eigenen Angaben (Februar 2010) war Rapidshare mit über 160 Millionen hochgeladenen Dateien und täglich 42 Millionen Besuchern der weltweit grösste Filehoster. Die Gesamt-Festplattenkapazität der Rapidshare-Server betrug 2011 nach eigenen Angaben ca. 10 Petabyte (10.000 Terabyte), angebunden waren die Server mit einer Datenübertragungsrate von ca. 920 Gigabit pro Sekunde.
Wegen urheberrechtlicher Probleme in Bezug auf die gespeicherten Dateien war das Unternehmen immer wieder in die Schlagzeilen geraten.

## Unternehmen

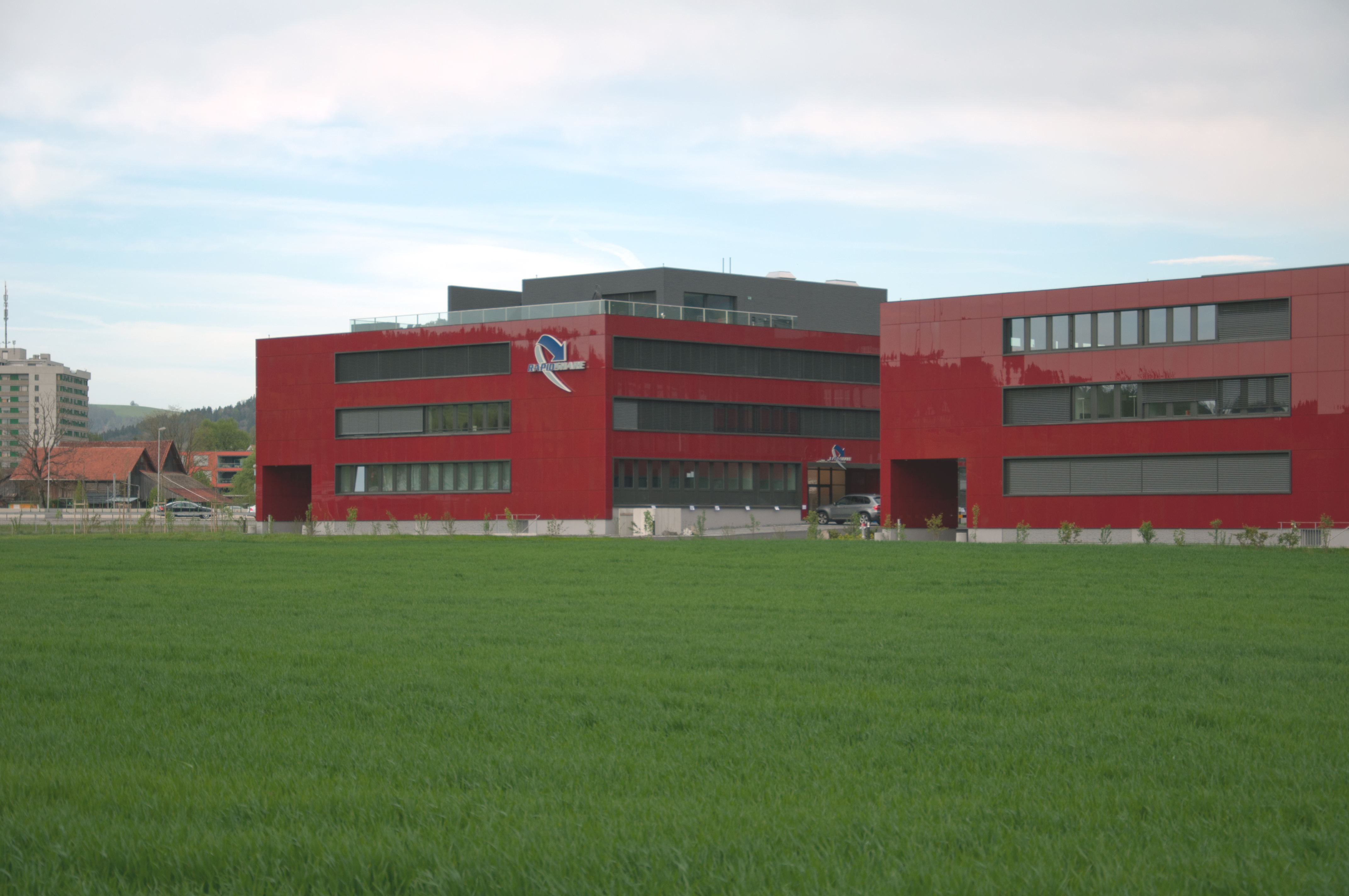
Der Unternehmenssitz in Baar ZG.

Das Unternehmen mit seinen rund 60 Mitarbeitern (Stand 15. September 2010) erzielte einen geschätzten Umsatz von fünf Millionen Euro im Monat. Gründer und Geschäftsführer von Rapidshare war Christian Schmid. Laut dem Datenauswertungsunternehmen Alexa Internet lag Rapidshare im Oktober 2011 im Dreimonatsdurchschnitt auf Platz 180 der am meisten aufgerufenen Webseiten der Welt. Zuvor lag die Website über Monate hinweg unter den ersten 20 mit Platz 10 Mitte 2008 als bisherige Höchstplatzierung. Am 20. April 2010 wurde bekannt gegeben, dass sich Rapidshare von seinem Geschäftsführer Bobby Chang getrennt habe.
Am 17. Mai 2013 wurde bekannt, dass 45 der 60 Mitarbeiter entlassen werden.
Anfang 2014 verliessen 23 der restlichen 24 Mitarbeiter das Unternehmen, da sie vor die Wahl gestellt wurden, entweder selbst zu kündigen oder von Rapidshare gekündigt zu werden. Ersteres haben mindestens 20 Mitarbeiter getan.

## Geschichte
Rapidshare.de wurde von Christian Schmid entwickelt und ging im August 2004 online. Der Dienst war ursprünglich als Ergänzung zu dem ebenfalls von Schmid betriebenen Webforen-Hostingdienst RapidForum konzipiert worden. Hier nahm das One Click-Filehosting seinen Anfang. Vor diesem Datum sind keine anderen One Click-Filehoster bekannt. Schon kurz darauf erstellten zahlreiche Nachahmer teilweise sehr genaue Kopien des immer beliebter werdenden Serviceangebots. Nachdem Rapidshare.com gegründet wurde und den internationalen Markt weitaus besser bedienen konnte als Rapidshare.de, wurde Rapidshare.de mit einer Weiterleitung zu Rapidshare.com am 1. März 2010 eingestellt.
Im Oktober 2006 wurde die Firma Rapidshare AG mit Sitz im schweizerischen Cham gegründet. Teilhaber sind der Gründer und Verwaltungsratsvorsitzende von Rapidshare Christian Schmid sowie unbekannte Investoren. Die Bücher wurden von der Revisionsgesellschaft Examina AG geprüft. Kurz nach der Gründung erschien auf der deutschen Seite die Meldung „Leider sind alle Festplatten von RapidShare.de derzeit voll“, wodurch für normale Benutzer keine Uploads mehr möglich waren. Zwischenzeitlich bot die deutsche Firma nur Uploads von Bezahlkunden an. Die Server von Rapidshare standen in verschiedenen Ländern, u. a. in Deutschland.
Im März 2013 wurden alle Free-User dazu aufgefordert, alle Daten, die über eine Gesamtgröße von 5 GB hinausgehen, zu löschen.
Am 1. Juli 2014 wurden alle kostenlosen Benutzerkonten deaktiviert und somit ein Angebot ähnlich vieler Online-Datensicherungsdienstleister geschaffen. Der Upload war damit nur noch mit einem im Vergleich zu anderen Anbietern preislich gehobenen kostenpflichtigen Benutzerkonto möglich (300 GB für 49 EUR).
Am 31. März 2015 hat Rapidshare seinen Dienst eingestellt.

## Hauptfunktionalität von Rapidshare

### Anbieten von Dateien
Bis zum Juli 2014 konnten Nutzer beliebig große Dateien hochladen, egal ob sie einen kostenpflichtigen RapidPro-Account hatten oder nicht. Während des Uploadvorgangs wurde u. a. ein Fortschrittsbalken, die Upload-Geschwindigkeit sowie die voraussichtlich noch benötigte Zeit angezeigt. Über die kostenlose und offizielle Upload-Anwendung Rapidshare Manager 2 konnten nacheinander mehrere Dateien automatisch hochgeladen werden.
Um eine Datei herunterzuladen, war ein direkter Link darauf erforderlich. Diese verteilte der Uploader nach dem Hochladen selbst. Die Seiten von Rapidshare enthielten keine Download-Links oder eine Funktion, mit der die Infrastruktur durchsucht werden konnte. Über einen geheimzuhaltenden Link oder das Interface RapidshareManager (ein Tool, um sein Collector’s oder Premium-Konto zu organisieren und ordnen) konnten die Dateien auch wieder gelöscht werden. Dateien von RapidPro-Usern wurden erst dann gelöscht, wenn auch kein Rapid-Pro mehr vorhanden war. Dateien von Usern mit kostenlosem Account wurden 30 Tage nach ihrem letzten Download automatisch gelöscht. Um Dateien hochladen zu können, war seit Juli 2014 ein kostenpflichtiges Nutzerkonto erforderlich. Warez-Webseiten nutzten Rapidshare für das Anbieten von Direct Downloads.

### Kostenlose Nutzung
Die kostenlose Nutzung unterlag verschiedenen Einschränkungen, die im Laufe der Zeit mehrmals geändert wurden: Ein „Free-User“ musste zunächst einige Minuten lang warten, bevor er die gewünschte Datei herunterladen konnte, anschliessend ein Captcha eingeben und nach dem Download erneut eine gewisse Zeit abwarten, die sich nach der Größe der vorangegangenen Datei richtete (bis zu zwei Stunden), um weitere Inhalte herunterladen zu können. Da diese Beschränkung allerdings durch Trennung der Internetverbindung leicht umgangen werden konnte (neue IP-Adresse), wurde die Übertragungsgeschwindigkeit für nicht zahlende Kunden auf bis zu 0,2 MBit/s gedrosselt. Zudem wurde das Captcha abgeschafft und die Wartezeit vor einem Folgedownload von maximal zwei Stunden auf minimal 15 Minuten verkürzt. In „Spitzenzeiten“, die meist am Nachmittag begannen und bis tief in die Nacht dauerten, war der kostenlose Download von Dateien mit Hinweis auf „überlastete Server“ komplett ausgeschlossen. Ein Download war dann erst wieder möglich, wenn „genug Serverkapazitäten“ verfügbar seien, was von vielen Nutzern als aggressive Marketingmaßnahme zum Verkauf von „Premium“-Verträgen gewertet wurde.
Ab April 2011 war die kostenlose Nutzung mit beinahe unbeschränkter Geschwindigkeit möglich, lange Wartezeiten vor und zwischen mehreren Downloads fielen ebenfalls weg. Mehrere Downloads zur gleichen Zeit waren aber nach wie vor nicht möglich. Seit Beginn 2012 wurden jedoch für kostenlose Downloads zunächst wieder kurze Wartezeiten eingeführt, kurz darauf die Wartezeiten durch Drosselung der Übertragungsgeschwindigkeit auf 30 kByte/s ersetzt; auch konnten abgebrochene Downloads nicht mehr fortgesetzt werden. Seit Oktober 2012 waren Downloads wieder in voller Geschwindigkeit möglich, Wartezeiten gab es keine mehr.
Im November 2012 kündigte das Unternehmen an, das Downloadlimit für den Download der Dateien nicht-zahlender Benutzer ab dem 27. November auf 1 Gigabyte pro Tag, für die von nicht-zahlenden Kunden auf 30 Gigabyte pro Tag zu setzen. Damit war das Filesharing auf Rapidshare beendet, da Dateien faktisch nicht mehr von mehreren fremden Benutzern heruntergeladen werden konnten.
Ab April 2013 gab es auf Rapidshare den „Freedom“ Account-Typ. Dieser bot keine Traffic- und Speicher-Begrenzungen, war aber dennoch kostenlos. Beschränkt war der Account dadurch, dass Dateien nach 7 Tagen Inaktivität gelöscht wurden sowie RapidDrive nicht verfügbar ist. Die Vorhaltezeit wurde jedoch bald darauf auf 30 Tage angehoben. Mitte Mai 2014 wurde bekannt, dass der kostenlose Service von Rapidshare zum 1. Juli 2014 eingestellt werden sollte. Dies wurde dann aber doch nicht vollzogen, der kostenlose Download war weiterhin möglich.

### Premium-Zugänge
Um die Wartezeit zu umgehen, konnte ein kostenpflichtiger Zugang gekauft werden. Bei diesem System konnte der Nutzer ähnlich einem Prepaid-Handy im Voraus Guthaben (genannt Rapids) erwerben. Als Grundpreis mussten 990 Rapids (seit 18. Mai 2011, vorher 495 Rapids) aufgewendet werden, um einen 30 Tage gültigen Premium-Account (genannt RapidPro) zu erlangen. Ebenfalls gab es die Möglichkeit, sich einen 150-Tage-Zugang für 2.990 Rapids bzw. einen 2-Jahres-Account für 9.990 Rapids zu kaufen.
Ein Premium-Zugang umfasste unlimitierten Traffic und einen unlimitierten gesicherten Speicherplatz, in dem hochgeladene Dateien nicht gelöscht wurden, auch wenn sie 30 Tage lang nicht geladen wurden.
Rapids ließen sich in drei Paketen zwischen 990 und 9990 Einheiten zu Preisen zwischen 9,90 € und 99,90 € erwerben. Daraus ergab sich ein Preis pro Rapid von einem Cent. Die Bezahlung erfolgte entweder über PayPal, Paysafecard, Moneybookers, Sofortüberweisung, Onlineüberweisung, Banküberweisung in die Schweiz – die seit 2008 Mitglied im kostengünstigen Europäischen Zahlungsraum (SEPA) ist –, VISA, MasterCard, American Express, Telefonzahlung (nur beim 30-Tage-Paket/990 Rapids), oder über zertifizierte nationale Reseller. Ausserdem konnte man Gratis-Rapids bekommen, wenn man die Angebote von Deal United, Sponsorpay oder Trialpay nutzte. Dazu musste man meist in bestimmten Online-Shops einkaufen, Umfragen ausfüllen oder an Gewinnspielen teilnehmen.
Ein besonderes Merkmal stellte der so genannte Remote-Upload dar. Über ihn konnten Dateien ohne den Umweg über die Festplatte des Benutzers direkt von einem anderen Server zu Rapidshare gespiegelt werden. Über den Filemanager war eine Verwaltung der hochgeladenen Dateien möglich.
Weitere unbegrenzte Features von „Rapid Pro“ waren: Downloadvolumen, Datentransfers (256-Bit-SSL-Verschlüsselung auch beim Download) und Parallel-Transfers inkl. Wiederaufnahme von abgebrochenen Downloads. Ab dem 27. November 2012 wurde das tägliche Downloadlimit für von Premium-Zugängen aus hochgeladenen Dateien auf 30 Gigabyte festgelegt; der Download von Dateien anderer Nutzer unterlag denselben Beschränkungen wie bei Benutzern ohne Account.

### Download-Vergütungssystem
Vom 27. August 2005 an gab es ein Vergütungssystem für hochgeladene Dateien, das ab einer Dateigrösse von 5 MByte wirksam wurde, sofern innerhalb der letzten Stunde nicht mehr als drei „RapidPoints“ vom Downloader generiert wurden. Bei jedem Download der Datei erhielt der Besitzer des dazugehörigen Collectors- bzw. Premium-Accounts einen „RapidPoint“ gutgeschrieben. Mit 10.000 dieser Punkte konnte ein neuer Account mit einer Laufzeit von einem Monat erstellt oder ein bereits bestehender Premium-Account um einen weiteren Monat verlängert werden. Es war auch möglich, sich mit Punkten über das Rewards-Programm Amazon-Gutscheine (50 € für 55.000 Free-Points + 20.000 Premium-Points) oder sonstige Gegenstände zu beschaffen. Seit 2. Juli 2008 wurden auch „RapidPoints“ gutgeschrieben, wenn der Downloader ein Premium-User ist. Zuvor konnten nur Free-User solche Punkte generieren.
Am 22. August 2009 wurde das Vergütungssystem wegen vermehrter Betrugsfälle geändert. Von nun an konnte man Premium-RapidPoints nur noch durch Erzeugen von Traffic erhalten. Für 100 MByte Traffic, den Premium-User durch Herunterladen anderer Dateien erzeugen, bekam der Premium-User, welcher die Datei hochgeladen hatte, einen Premium-RapidPoint. Free-RapidPoints wurden durch das Herunterladen einer Datei mit mindestens 5 MB erzeugt (von einem User ohne Premium-Zugang). Es konnten jedoch nur drei Free-RapidPoints pro Stunde von einem Nutzer generiert werden, wobei Premium-RapidPoints unbegrenzt sammelbar waren.
Mehrere Monate lang war es auch möglich, sich die Premium-RapidPoints direkt auszahlen zu lassen. Je nach aktuellem Rapidshare-Umtauschkurs lag der Wert für 1000 Premium-RapidPoints bei ca. 1 €. Auch konnte man nach wie vor die Premium-RapidPoints zu einem Kurs von 1 zu 1,25 in Free-RapidPoints transferieren. Das war für das Verlängern oder Neuerstellen eines Premium-Accounts notwendig sowie für das Teilnehmen am Reward-Programm.
Seit dem 12. März 2010 gab es zudem die Möglichkeit, seine Premium- und Free-RapidPoints für einen wohltätigen Zweck zu spenden. Das Angebot trug den Namen RapidDonations.
Am 18. Juni 2010 gab Rapidshare bekannt, dass das RapidPoints- und RapidDonations-Programm zum 1. Juli eingestellt wird. Damit reagierte das Unternehmen auf Behauptungen, dass durch das Prämiensystem das Hochladen urheberrechtlich geschützter Dateien belohnt würde.

### Professionelles Filehosting
Seit dem 23. Mai 2007 bot Rapidshare auch professionelles Filehosting an. Das Angebot richtete sich dabei vornehmlich an Firmen, die Dateien mit besonders hohem Traffic-Aufkommen auslagern wollen. Dazu konnten Pakete mit einem enthaltenen Traffic von 100 GB bis zu 2,5 TB erworben werden. Der Unterschied zu den normalen kostenlosen Download-Links bestand darin, dass der Nutzer die Datei direkt und ohne Wartezeit mit maximaler Downloadgeschwindigkeit herunterladen konnte, auch wenn er keinen Premium-Account besaß. Gesicherte Links ermöglichten es fortgeschrittenen Anwendern, den Download nur über die eigene Webseite zuzulassen und Deep Links entgegenzuwirken. Jedem Premium-Benutzer standen einmalig 5 GB für den kostenlosen Test des Angebotes zur Verfügung.

### Offene Programmierschnittstelle für Entwickler
Seit dem 10. Juni 2009 bot Rapidshare für Entwickler eine frei zugängliche Programmierschnittstelle (API) an.
Diese Programmierschnittstelle wurde ab April 2013 nicht mehr aktiv gepflegt, damit einschlägige Warez-Webseiten nicht länger über aktuelle Änderungen in der API unterrichtet werden konnten.

## Juristische Auseinandersetzungen
Am 18. Januar 2007 gab die GEMA bekannt, dass sie gegen die Dienste Rapidshare.de und Rapidshare.com einstweilige Verfügungen erwirkt habe. Mit dem Urteil vom 21. März 2007 wurde das auch bestätigt. Im Detail ging es dabei um die „rechtswidrige Nutzung von Werken des GEMA-Repertoires“, so die GEMA in einer Pressemitteilung. Rapidshare.de hat laut GEMA zeitweise damit geworben, dass bis zu 15 Millionen Dateien auf ihren Servern abrufbar seien. Die Gesellschaft verlangte dabei insbesondere eine genaue Zahl der Werke aus ihrem Repertoire, die sich auf den Rapidshare-Servern befinden.
Das Landgericht Köln erliess eine Verfügung, die dem Unternehmen untersagte, einige bestimmte Musikwerke weiterhin öffentlich zugänglich zu machen. Rapidshare kündigte daraufhin an, im Rahmen eines Widerspruchsverfahrens eine Aufhebung der Verfügung erwirken zu wollen. Geschäftsführer Bobby Chang bezifferte die urheberrechtlich geschützten Dateien, die auf Rapidshare unerlaubt zum Herunterladen freigegeben wurden, auf einen niedrigen einstelligen Prozentsatz. „Wir löschen alle Raubkopien, die uns bekannt werden, wir setzen darüber hinaus Softwarefilter und ein ganzes Team von Abuse-Mitarbeitern ein“, beteuerte Chang.
Am 21. März 2007 verkündete das Kölner Landgericht, dass Rapidshare im Rahmen seines Dienstes bei Urheberrechtsverletzungen zur Verantwortung gezogen werden kann und die illegale Nutzung von Werken aus dem GEMA-Repertoire kontrollieren muss.
Eine Woche darauf kündigte die Schweizer Aktiengesellschaft an, in Berufung zu gehen. Chang war der Meinung, dass es das Landgericht „abgelehnt [habe], sich in der notwendigen Tiefe mit den Details des Sachverhalts auseinanderzusetzen“. Man hoffe daher, die Lage in zweiter Instanz verdeutlichen zu können.
Gegenüber heise online rechtfertigte sich Chang damit, dass sich das Urteil auf die Verbreitung geschützter musikalischer Werke beziehe, bei Rapidshare allerdings nur Dateien mit beliebig versehenen Namen bereitgestellt werden, aus denen man ohne weiteres keine Rückschlüsse auf eventuell dahinter stehende Musikstücke ziehen könne.
Im April 2007 reichte Rapidshare eine negative Feststellungsklage gegen die GEMA ein. Die Schweizer Firma will damit Klarheit über die gesetzlichen Verpflichtungen eines Webhosters zur Verhinderung eines Urheberrechtsverstosses erlangen.
Im September 2007 stellte das OLG Köln fest, dass Rapidshare urheberrechtlich geschützte Werke vom Server entfernen muss, sobald das Unternehmen von konkreten Rechtsverletzungen Kenntnis erlangt. Allerdings bestehe keine umfassende Kontrollpflicht seitens des Filehosters, da das den zumutbaren Aufwand übersteige. Somit muss Rapidshare nur auf Anfrage tätig werden. Sowohl die GEMA als auch Rapidshare begrüssten das Urteil.
Im April 2008 hat sich die rechtliche Situation für Rapidshare geändert. Nach einem Urteil des Landgerichtes Düsseldorf haftet der Webhoster für die von seinen Nutzern begangenen Urheberrechtsverletzungen als Störer. Das Gericht vertritt die Meinung, eine Filterung der MD5-Summe gelöschter Dateien sei nicht ausreichend. Der Richter meinte: „Es existieren effektivere Maßnahmen, mit denen die Klägerin die Verbreitung der streitgegenständlichen Musikwerke im Speziellen und das Begehen von Urheberrechtsverstößen über ihre Plattform im Allgemeinen hätte verhindern können.“ Rapidshare müsse alles Mögliche und Zumutbare unternehmen, um ähnliche Rechtsverletzungen zu unterbinden. Eine Registrierungspflicht wäre für den Richter solch eine Lösung, da „[…] jemand, der nicht anonym im Internet surft, wesentlich größere Hemmungen bezüglich der Begehung von Rechtsverstößen hat, als ein nicht angemeldeter Nutzer.“ Um Falschangaben zu unterbinden, wurden sogar ein Datenabgleich mit der Schufa oder die Nutzung des Postident-Verfahrens für zumutbar erklärt.
Am 24. Juni 2009 sah das Landgericht Hamburg es als erwiesen an, dass Rapidshare Musikdateien im Wert von 24 Millionen Euro hostet.
Das OLG Düsseldorf (Az. I-20 U 166/09 12 O 221/09) hat in der Berufung eines Verfügungsverfahrens gegen Rapidshare am 27. April 2010 eine zunächst erwirkte einstweilige Verfügung gegen Rapidshare aufgehoben. Rapidshare haftet dem Urteil der Düsseldorfer Richter zufolge nicht für etwaige Urheberrechtsverletzungen seiner Nutzer. Entgegen vorangegangener Entscheidungen wurde Rapidshare nicht als Mitstörer in Anspruch genommen und eine erhöhte Prüfungspflicht bestehe auch nicht. Rapidshare nehme selbst keine Veröffentlichung des Inhaltes vor, sondern stelle lediglich Speicherplatz zum Hochladen beliebiger Dateien für seine Nutzer zur Verfügung. Damit stelle Rapidshare „ein von der Rechtordnung durchaus gebilligtes Geschäftsmodell“ dar, welches auch „in weiten Teilen legal genutzt“ werde. Da Rapidshare nicht selbst eine Liste der gespeicherten Inhalte zur Verfügung stellt, hängt es allein vom Nutzer ab, ob Dritte die Möglichkeit bekommen, die auf den Servern von Rapidshare gespeicherten Inhalte abzurufen.
Im Rechtsstreit (Az. 09-CV-2596H WMC) zwischen dem Online-Erotikmagazin Perfect 10 und der Rapidshare AG wurde der Erlass einer einstweiligen Verfügung vor einem Bundesgericht in Kalifornien abgelehnt. Die vorsitzende Richterin Marilyn Huff wies den Antrag zurück, weil die Kläger weder eine direkte Urheberrechtsverletzung noch eine Begünstigung durch Rapidshare glaubhaft machen konnten. Laut Aussage von Richterin Huff bestehe kein Zweifel, dass man von Rapidshare urheberrechtlich geschützte Bilder des Erotikanbieters herunterladen kann und dies die Rechte des Klägers verletze. Jedoch kann dieser Verstoss nicht Rapidshare angelastet werden, da es bei Rapidshare nicht die Möglichkeit gibt, einen Katalog nach gewünschtem Material zu durchsuchen. Die Veröffentlichung des auf Rapidshare abgelegten Materials liege allein in der Verantwortung der Nutzer, und damit ist Rapidshare für direkte Urheberrechtsverletzungen im Sinne des US-Copyrights nicht haftbar zu machen.
Den Vorwurf der Beihilfe oder Begünstigung konnte der Kläger nach Ansicht der Richterin nicht begründen. Allerdings lägen Verstösse durch Dritte auf Rapidshare vor.
Rapidshare wollte Schutz durch den Digital Millennium Copyright Act, um in Genuss der „Safe Harbor“-Regelung zu kommen. Diesen wies Richterin Huff allerdings aus formalen Gründen zurück, da Rapidshare es versäumt hatte, einen Ansprechpartner für das US Copyright Office zu nennen.
Der Bundesgerichtshof entschied am 12. Juli 2012, dass Rapidshare verpflichtet sei, alle eingestellten Daten zu filtern, um sie auf illegale Inhalte zu untersuchen, wenn Rechteinhaber auf deren Existenz hingewiesen haben. In vorliegendem Fall hatte Atari SA geklagt, da das Spiel Alone in the Dark dort eingestellt worden sei. Laut BGH müssten Provider die von den Rechteverwertern eingestellten Linklisten, auch im Einzelfall, auch manuell durchsuchen, wenn sie von den Rechteverwertern darauf aufmerksam gemacht werden sollten. Der BGH wies den Fall zur weiteren Aufklärung an die Vorinstanz zurück. Rapidshare solle dort darstellen, ob Filterpflicht illegaler Dateien und Rechercheaufwand unzumutbar für ihr Geschäftsmodell sind. Allerdings geht der BGH davon nicht aus.